# بولتاکو

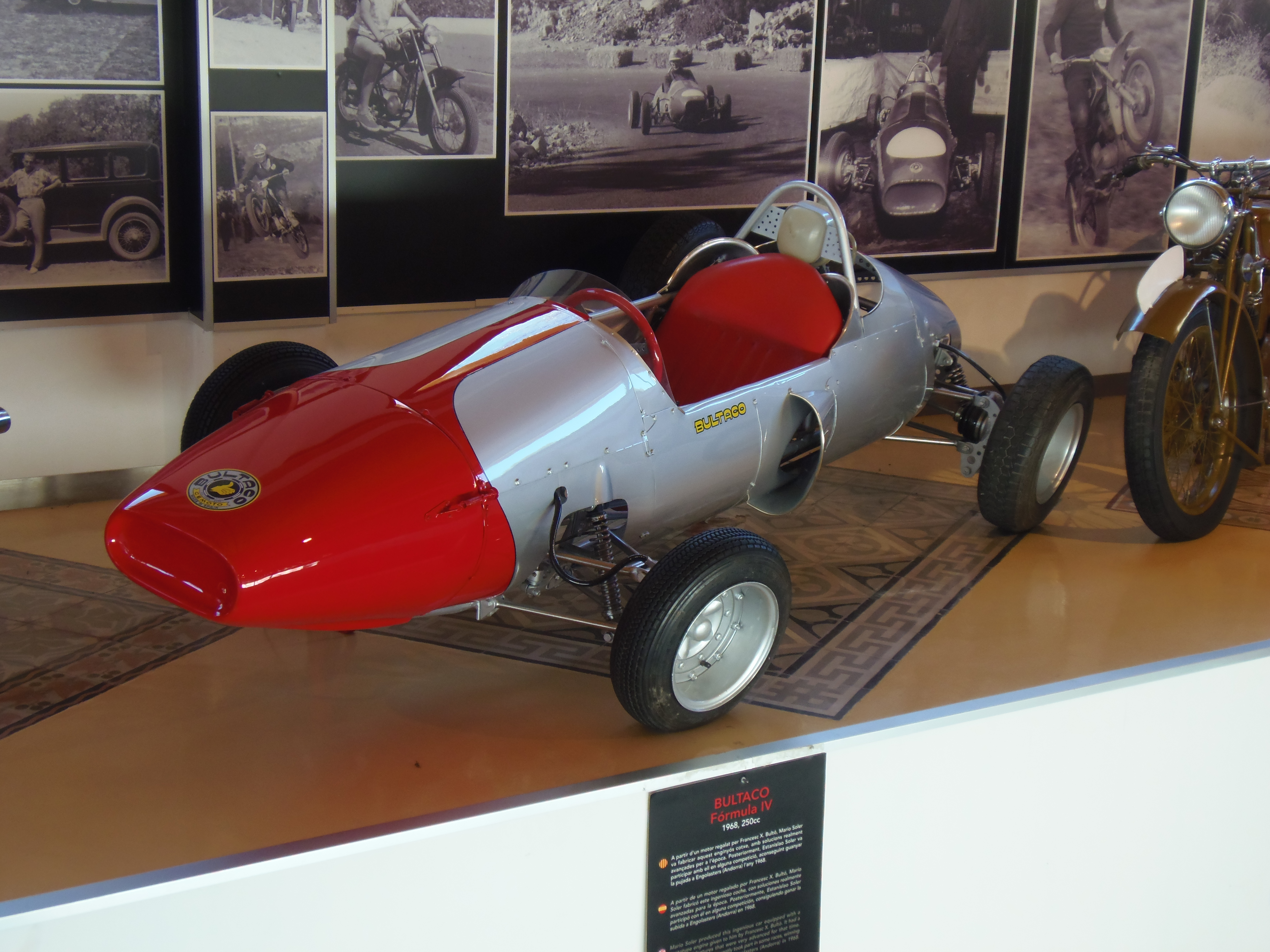
Bultaco Formula IV ۱۹۶۸

بولتاکو از سال ۱۹۵۸ تا ۱۹۸۳ یک شرکت اسپانیایی تولیدکننده موتورسیکلت‌های دو زمانه بود.
در می ۲۰۱۴، یک بولتاکو جدید معرفی شد.

## پیشینه
پیدایش شرکت موتورسیکلت سازی بولتاکو به ماه می سال ۱۹۵۸ برمی گردد. فرانسیس «پاکو» بولتو مدیر شرکت موتورسیکلت مونتسا بود که در سال ۱۹۴۴ تأسیس شده بود. پس از چندین سال رشد مداوم و موفقیت در مسابقات جاده ای، در سال ۱۹۵۷ مونتسا به شرکت و تأسیساتی بزرگتر نقل مکان کرد. این نقل مکان طولانی شد و تولید را مختل کرد و به دنبال آن رکود در اقتصاد اسپانیا آغاز شد. این رکود منجر به اختلاف نظر بین بولتو و مدیر ارشد دیگر پرمانیر شد. به عنوان یک معیار اقتصادی، پرمانیر (سهام دار عمده) احساس می‌کرد که شرکت باید از حمایت مسابقات دست بکشد اما بولتو، مسئول تخصصی و فنی شرکت، به شدت مخالفت می‌کرد. بولتو به دلیل عدم تفاهم، تصمیم گرفت مونتسا را ترک کند تا بر سایر منافع تجاری خود تمرکز کند. شاید جای تعجب نباشد که اکثریت بخش حمایت از مسابقات توسط مونتسا نیز اندکی پس از ترک بولتو متوقف شد.

## بولتاکو تشکیل می‌شود
گفته می‌شود که پیشنهاد تشکیل یک شرکت جدید چند روز بعد زمانی که آقای بولتو توسط چند تن از کارکنان سابق دپارتمان مسابقه‌ای مونتسا به جلسه دعوت شد، مطرح شد. آنها که مشتاق بازگشت به مسابقات بودند، او را متقاعد کردند که بزرگترین امید آنها در تشکیل یک شرکت جدید است. با راه اندازی مغازه در شرایط بسیار ابتدایی در مزرعه قدیمی متعلق به بولتو، همه چیز به سرعت توسعه یافت. در ۲۴ مارس ۱۹۵۹، بولتاکو یک روز مطبوعاتی برگزار کرد و اولین موتورسیکلت خود را با نام ۱۲۵ سی سی بولتاکو ترالا ۱۰۱ که از یک کلمه اسپانیایی به معنای شلاق نامگذاری شده بود، به بازار عرضه کرد. تنها دو ماه بعد، بولتاکو وارد اولین مسابقات جایزهٔ بزرگ اسپانیا شد و هفت مقام از ده مقام اول را از آن خود کرد.

## نام و لوگوی شرکت
«بولتاکو» از ترکیب چهار حرف اول نام خانوادگی بولتو با سه حرف آخر نام مستعار او «پاکو» می‌آید. این نام پیشنهاد یکی از مسابقه‌دهنده‌های برتر بولتاکو و دوست نزدیک پدر بولتو، جان گریس بود. CEMOTO مخفف "Compañia Española de Motores" است. بخش دیگر لوگوی شرکت، نماد " شست رو به بالا "، پس از آن به وجود آمد که پدر بولتو شاهد بود مسابقه‌دهندهٔ موتورسیکلت بریتانیایی دیوید ویتورث به خدمه پیت خود سیگنال می‌داد تا نشان دهد که همه چیز خوب است. ست گیبرنائو زمانی که در MotoGP مسابقه می‌داد این نشانه را در پشت کلاه ایمنی خود داشت.
در سال ۱۹۹۸، حقوق نام بولتاکو توسط مارک تسیر خریداری شد و از آن برای کمک به راه اندازی طیف وسیعی از موتورسیکلت‌های تریال هدفمند از شرکت خود با نام موتورسیکلت سازی شرکو استفاده کرد. موتورسیکلت‌ها در ابتدا بولتاکو شرکو نام داشتند. در سال ۲۰۰۰، موتورسیکلت‌ها به «شرکو توسط بولتاکو» تغییر کردند و در سال ۲۰۰۱ نام بولتاکو به کلی حذف شد.
بولتاکو همچنین موتورسیکلت‌های برقی در بارسلونا، کاتالونیا، اسپانیا، همچنین محل کارخانه اصلی ۱۹۵۸ تولید می‌کرد.

## محصولات قابل توجه

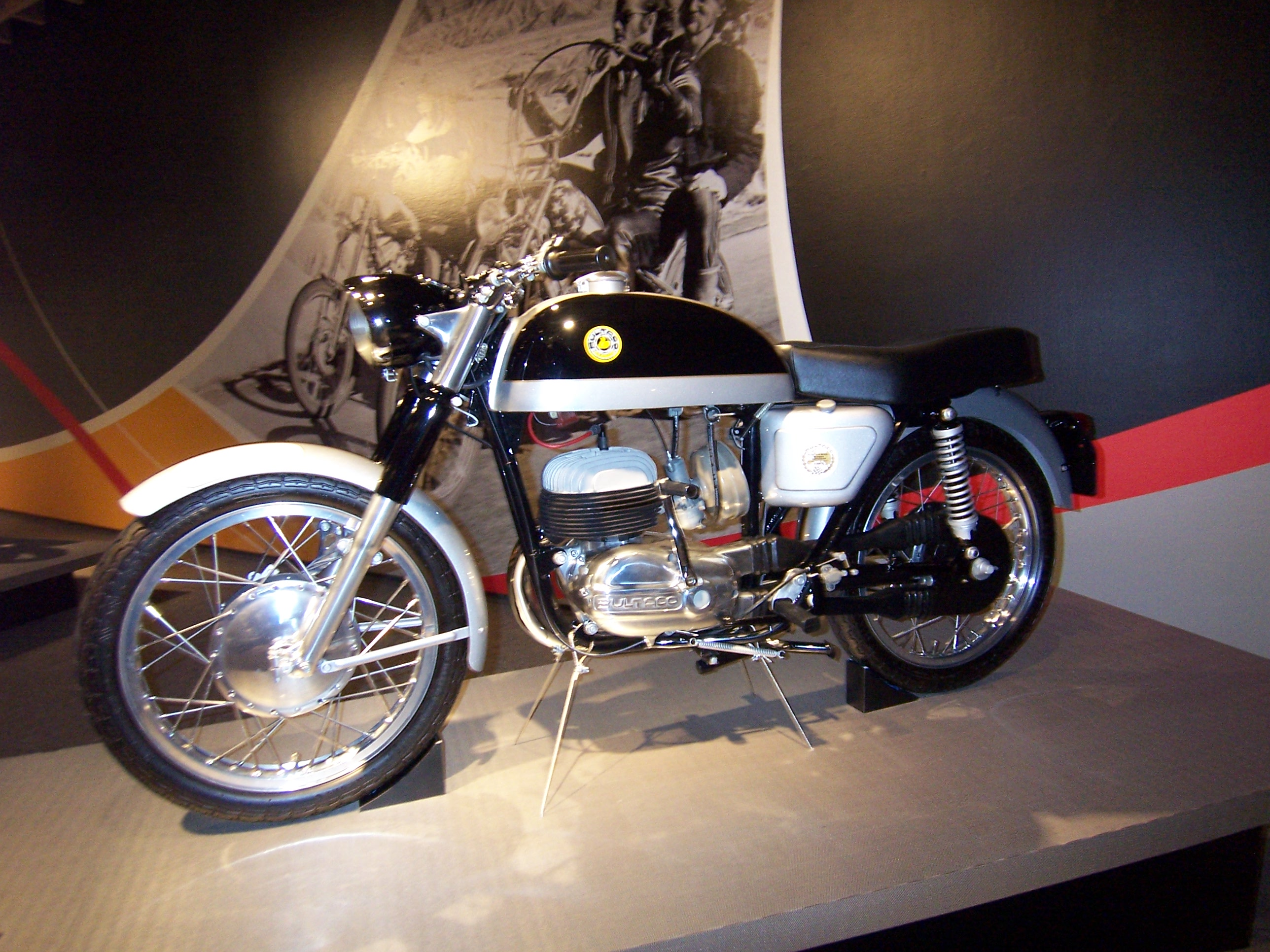
Metralla MK2 ۲۵۰ سی سی

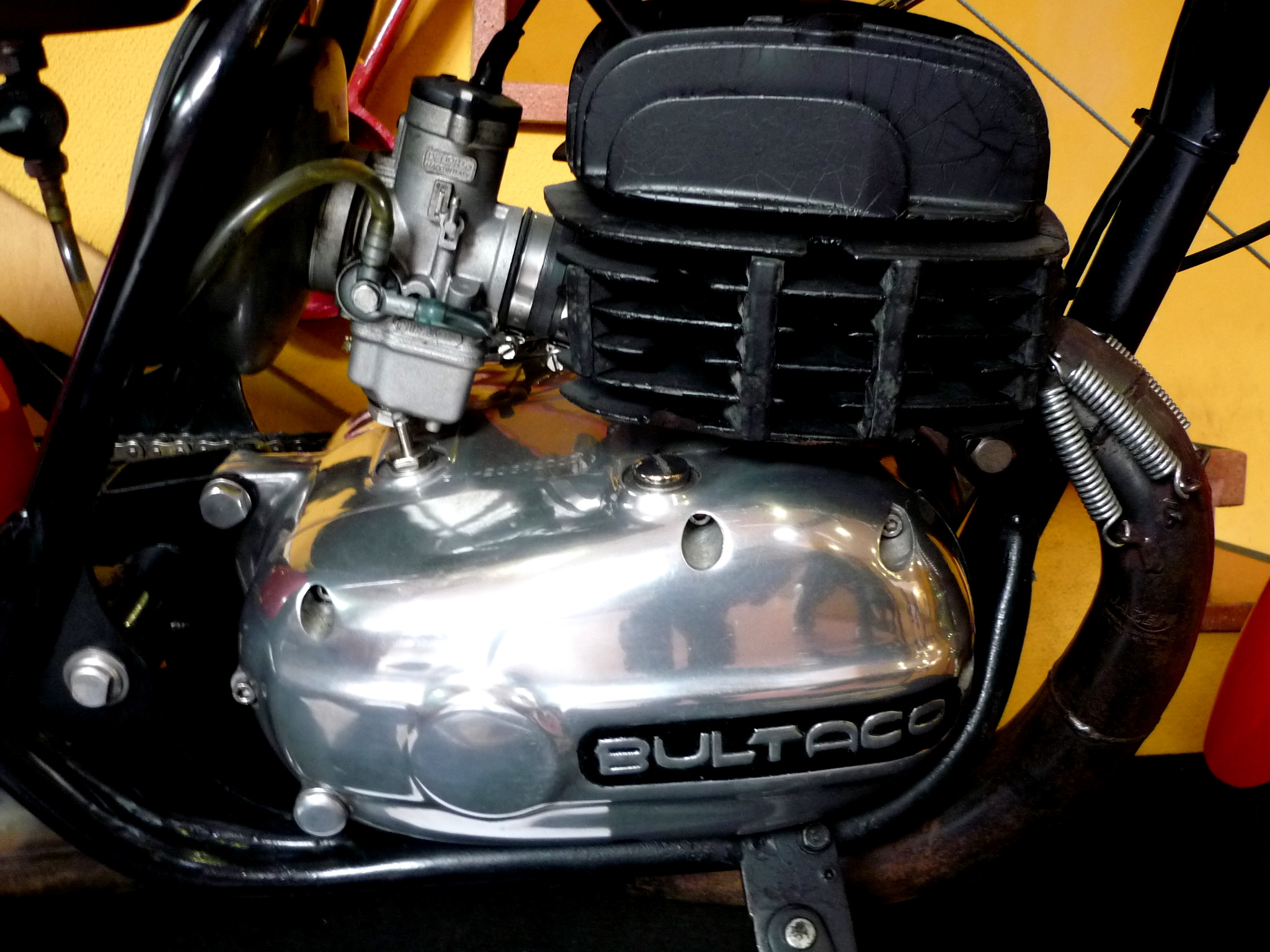
جزئیات انجین بولتاکو

اگرچه آنها موتورسیکلت‌های مسابقه ای جاده و سرعت می‌ساختند، اما این شرکت بزرگترین موفقیت خود را با مدل‌هایی برای رقابت‌های خارج از جاده (آفرود) به دست‌آورد. مدل Pursang برای موتور کراس، مدل ماتادور برای اندرو، مدل شرپا برای مسابقات موتور تریال، و Astro برای مسیر مسطح کوتاه موفق به کسب جوایز بسیار شد.
شاید معروف‌ترین مدل بولتاکو شرپا ت باشد، یک موتورسیکلت تریال که انقلابی در این ورزش در دهه ۱۹۶۰ ایجاد کرد. در آن زمان موتورسیکلت تریال تقریباً منحصراً یک ورزش بریتانیایی بود که از موتورسیکلت‌های چهار زمانه ی سنگین استفاده می‌کرد. سامی میلر، موتورسوار تریال ایرلندی، با بولتو همکاری کرد تا یک موتورسیکلت دو زمانه سبک‌وزن تولید کند که یک شبه، موتورسیکلت‌های چهار زمانه سنگین را منسوخ کرد. میلر در سال ۱۹۶۵ در تریال اسکاتیش سیکس دیز (یکی از مسابقات قدیمی و معروف موتور تریال که هرساله در اسکاتلند در شش روز برگزار می‌شود) پیروز شد و سپس این شاهکار را با پیروزی در سال‌های ۱۹۶۷ و ۱۹۶۸ تکرار کرد. او همچنین در سال‌های ۱۹۶۸ و ۱۹۷۰ قهرمان اروپا شد. این باعث رشد محبوبیت موتورسیکلت‌های تریال در اروپا و بعداً ایالات متحده شد که بازار پر سودی را برای بولتاکو در سال‌های آینده فراهم کرد. بولتاکو در دهه ۱۹۷۰ بر مسابقات جهانی موتور تریال تسلط پیدا کرد و هشت بار عنوان قهرمانی را به دست آورد و چهار بار در مسابقات موتور تریال شش روزه اسکاتلند قهرمان شد.
موتورسیکلت‌های بولتاکو عمدتاً از موتورهای تک سیلندر، هوا خنک و دو زمانه استفاده می‌کردند. موتورسوار موظف بود روغن و بنزین را به صورت دستی مخلوط کند (امروزه هم موتورسیکلت‌های دو زمانه نیاز به مخلوط کردن روغن و بنزین به صورت دستی دارند). موتورسیکلت‌های بولتاکو که در بارسلون، اسپانیا ساخته شدند، به سرتاسر جهان صادر شدند، اما بزرگ‌ترین بازار آن‌ها در نهایت به ایالات متحده تبدیل شد و به مسابقه دهندگان مشتاق اجازه داد تا موتورسیکلت‌های رقابتی قانونی را بدون اینکه لازم باشه بعد از خرید آنهارا تغییر بدهند، خریداری کنند. موتور و گیربکس بولتاکو به‌طور جهانی بین مدل‌ها و ظرفیت موتورهای مختلف قابل تعویض بودند. در آن زمان می‌توانستند سیلندر یک موتور ۱۷۵ سی سی را با سیلندر ۲۰۰ سی سی، ۲۵۰ سی سی، ۳۵۰ سی سی یا حتی ۳۶۰ سی سی بولتاکو جایگزین کنند. از آنجایی که بولتاکو سیلندرها، پیستون‌ها، رینگ‌ها و سرسیلندرها را برای تمام ظرفیت‌های موتور تولید می‌کرد، مانند سایر برندها به قطعات پس از فروش نیازی نداشت.
به دلیل ناآرامی‌های صنعتی و فشارهای بازار، تولید بولتاکو در سال ۱۹۷۹ متوقف شد. این کارخانه در سال ۱۹۸۰ دوباره بازگشایی شد، اما دوباره در سال ۱۹۸۳ تعطیل شد. سری جدیدی از بولتاکو الکتریکی در اواسط سال ۲۰۱۴ معرفی شد و فروش آن در سال ۲۰۱۵ آغاز شد.
شرکت موتورسیکلت سازی Sherco که در سال ۱۹۹۸ در بارسلونا تأسیس شد، نام خود را از ادغام دو کلمه شرپا و بولتاکو گرفته‌است.
ستاره سابق موتور جی چی، Sete Gibernau، نوه بنیانگذار بولتاکو، پاکو بولتو است.